# Rui Jorge
Rui Jorge Sousa Dias Macedo de Oliveira of kortweg Rui Jorge (Vila Nova de Gaia, 27 maart 1973) is een voormalig betaald voetballer uit Portugal. Hij speelde als verdediger en beëindigde zijn loopbaan in 2006 bij de Portugese club CF Os Belenenses. Nadien stapte hij het trainersvak in. Jorge is sinds 2010 bondscoach van Portugal –21, waar hij aantrad als opvolger van Oceano da Cruz.

## Interlandcarrière
Rui Jorge kwam in totaal 45 keer (één doelpunt) uit voor de nationale ploeg van Portugal in de periode 1994–2004. Onder leiding van bondscoach Nelo Vingada maakte hij zijn debuut op 20 april 1994 in de vriendschappelijke uitwedstrijd in en tegen Noorwegen (0-0). Hij nam met zijn vaderland deel aan de Olympische Spelen 1996, het EK voetbal 2000, het WK voetbal 2002 en het EK voetbal 2004. Na afloop van dat laatste toernooi, gespeeld in eigen land, zwaaide hij af als international.

## Erelijst
FC Porto
- Portugees landskampioen

1993, 1995, 1996, 1997, 1998
- Beker van Portugal

1994, 1998
- Supertaça Cândido de Oliveira

1993, 1994, 1996
 Sporting Lissabon
- Portugees landskampioen

2000, 2002
- Beker van Portugal

2002
- Supertaça Cândido de Oliveira

2000, 2002